# Maigret et le Fantôme (téléfilm, 1971)
Pour plus de détails, voir Fiche technique et Distribution.
Maigret et le fantôme est un téléfilm français réalisé par René Lucot, qui fait partie de la série Les Enquêtes du commissaire Maigret, d'après le roman homonyme de Georges Simenon. Il a été adapté par Jacques Rémy et Claude Barma. La première diffusion date du 19 juin 1971 ; l'épisode, d'une durée de 70 minutes, est en noir et blanc.

## Synopsis
Après l'agression dont a été victime l'inspecteur Lognon, avenue Junot, Maigret s'intéresse plus particulièrement à la maison d'un riche hollandais collectionneur de tableaux, située toute proche des lieux de l'accident. En interrogeant la concierge de l'immeuble ainsi qu'un voisin, une persone âgée maniaque, ainsi que grâce aux témoignages des enquêteurs de la P.J., Maigret fait de nombreuses découvertes qui lui permettent de découvrir un important trafic de fausses toiles.

## Fiche technique
- Titre : Maigret et le fantôme
- Réalisation : René Lucot
- Adaptation : Claude Barma et Jacques Rémy
- Dialogues : Jacques Rémy
- Musique : Raymond Bernard
- Directeur de la photographie : Michel Carré
- Décors : Alain Nègre
- Ensemblier : Alain Mounoury
- Assistants décorateur : Paul Rovarino et Pierre Moratille
- Costumes : Jérôme Tramini
- Cadreurs vidéo : Jacques Courbon, Pierre Disbeaux, Didier Minier, Marcel Moulinard
- Cadreurs film : Claude Mathé et Claude Butteau
- Prise du son vidéo : Jean-Paul Bost
- Prise du son film : P. Giaccobi
- Ingénieurs de la vision : Gérard Biret et Roger Renevret
- Chef de plateau : Gilbert Perpere
- Chef de production : Bernard Zimmermann
- Montage : Jean-Claude Gauthier et Marie-Louise Meunier
- Script-girl : Geneviève Auger
- Assistants réalisateur : Pierre Neel et Roland Portiche
- Laboratoires : G.T.C. (Joinville)

## Distribution
- Jean Richard : Commissaire Maigret
- François Cadet : inspecteur Lucas
- Marius Laurey : inspecteur Chinquier
- Van Doude : Nortis Jonker
- Dominique Blanchar : Madame Maigret
- Katia Moguy : Mirella Jonker
- Christiane Muller : la concierge (comme Christianne Muller)
- Jean Aron : Marclet
- André Dumas : Ed Gollan
- Danielle Durou : une fille
- Marie-Hélène Baconnet  : Marinette Augier
- René Alone : inspecteur Créac
- Jean-Marie Arnoux : le serveur
- Myriam Boyer : la petite épicière
- Aline Blome : la vieille épicière
- Yvonne Decade : la femme de Lognon
- Camifranc Crespo
- Jean-Michel Molé : inspecteur Lognon
- Maurice Gautier :  inspecteur Thorens
- Robert Rondo : un enquêteur
- Jacques Deloir : un enquêteur
- Lucien Morisse : un enquêteur
- Xavier Renoult : un agent de police
- Jakub Weizbluth
- Jean Desailly : le narrateur
- Roland Malet : un agent de police dans les couloirs de la P.J. (non crédité)
- Marius Gaidon : l’huissier de la P.J. (non crédité)
- Raymond Pierson : un agent de police qui retient des badauds (non crédité)
- Édouard Rousseau : le réceptionniste dans le hall du Ritz  (non crédité)
- Édith Ker :  une dame dans la cage d’escalier  (non créditée)